# Club Baloncesto Gran Canaria 2020-2021
Questa voce raccoglie le informazioni riguardanti il Club Baloncesto Gran Canaria nelle competizioni ufficiali della stagione 2020-2021.

## Stagione
La stagione 2020-2021 del Club Baloncesto Gran Canaria è la 30ª nel massimo campionato spagnolo di pallacanestro, la Liga ACB.
Il 15 novembre Jacob Wiley prende il passaporto macedone, diventando così comunitario per la Liga ACB.

## Roster
Aggiornato al 14 marzo 2024.
| Herbalife Gran Canaria 2020-21 | Herbalife Gran Canaria 2020-21 |
| Giocatori                      | Staff tecnico                  |
| ------------------------------ | ------------------------------ |

| N. | Naz.                                                   | Ruolo | Nome                   | Anno | Alt.   | Peso   |  |
| -- | ------------------------------------------------------ | ----- | ---------------------- | ---- | ------ | ------ |  |
| 0  | Stati Uniti (bandiera) · Macedonia del Nord (bandiera) | AC    | Jacob Wiley            | 1994 | 203 cm | 101 kg |  |
| 1  | Stati Uniti (bandiera)                                 | G     | Sean Kilpatrick        | 1990 | 193 cm | 96 kg  |  |
| 2  | Polonia (bandiera) · Spagna (bandiera)                 | C     | Aleksander Balcerowski | 2000 | 216 cm | 112 kg |  |
| 3  | Rep. Dominicana (bandiera)                             | P     | Jean Montero           | 2003 | 188 cm | 78 kg  |  |
| 4  | Stati Uniti (bandiera) · Italia (bandiera)             | P     | Frankie Ferrari        | 1995 | 185 cm | 88 kg  |  |
| 5  | Stati Uniti (bandiera) · Nigeria (bandiera)            | AP    | Stan Okoye             | 1991 | 198 cm | 98 kg  |  |
| 6  | Francia (bandiera)                                     | P     | Andrew Albicy          | 1990 | 178 cm | 80 kg  |  |
| 7  | Stati Uniti (bandiera)                                 | AG    | Earl Clark             | 1988 | 208 cm | 106 kg |  |
| 8  | Italia (bandiera)                                      | G     | Amedeo Della Valle     | 1993 | 194 cm | 90 kg  |  |
| 8  | Stati Uniti (bandiera) · Polonia (bandiera)            | G     | A.J. Slaughter         | 1987 | 191 cm | 80 kg  |  |
| 9  | Lituania (bandiera)                                    | G     | Tomas Dimša            | 1994 | 196 cm | 82 kg  |  |
| 10 | Spagna (bandiera)                                      | P     | Javier López           | 1999 | 191 cm |        |  |
| 12 | Montenegro (bandiera) · Spagna (bandiera)              | G     | Jovan Kljajić          | 2001 | 196 cm | 85 kg  |  |
| 14 | Stati Uniti (bandiera) · Lituania (bandiera)           | AG    | John Shurna            | 1990 | 205 cm | 100 kg |  |
| 17 | Spagna (bandiera)                                      | P     | Fabio Santana          | 1992 | 189 cm | 84 kg  |  |
| 18 | Senegal (bandiera) · Spagna (bandiera)                 | C     | Khalifa Diop           | 2002 | 215 cm | 107 kg |  |
| 22 | Lettonia (bandiera)                                    | AG    | Mārcis Šteinbergs      | 2001 | 208 cm | 86 kg  |  |
| 23 | Georgia (bandiera) · Spagna (bandiera)                 | AG    | Beka Burjanadze        | 1994 | 201 cm | 118 kg |  |
| 24 | Stati Uniti (bandiera)                                 | C     | Matt Costello          | 1993 | 208 cm | 109 kg |  |
| 30 | Spagna (bandiera)                                      | AC    | Rubén López            | 2002 | 203 cm | 94 kg  |  |
| 33 | Spagna (bandiera)                                      | AP    | Javier Beirán (C)      | 1987 | 202 cm | 91 kg  |  |
| 41 | Serbia (bandiera)                                      | AG    | Oliver Stević          | 1984 | 204 cm | 105 kg |  |

| Allenatore                                                                                                  |
| - Porfirio Fisac                                                                                            |
| Assistente/i                                                                                                |
| - Stéphane Dumas - Víctor García - Asier Setién Legenda - (C) Capitano - (IN) Inattivo - Infortunato Roster |

## Mercato

### Sessione estiva
| Acquisti | Acquisti           | Acquisti             | Acquisti      | Acquisti |
| R.a      | Nome               | da                   | Modalità      |          |
| -------- | ------------------ | -------------------- | ------------- | -------- |
| P        | Andrew Albicy      | Zenit S. Pietroburgo | svincolato    |          |
| P        | Frankie Ferrari    | Manresa              | svincolato    |          |
| P        | Nikola Radičević   | Murcia               | fine prestito |          |
| G        | A.J. Slaughter     | Real Betis           | svincolato    |          |
| G        | Amedeo Della Valle | Olimpia Milano       | svincolato    |          |
| AC       | Jacob Wiley        | Panathīnaïkos        | svincolato    |          |

| Cessioni | Cessioni           | Cessioni    | Cessioni       | Cessioni |
| R.       | Nome               | a           | Modalità       |          |
| -------- | ------------------ | ----------- | -------------- | -------- |
| P        | Omar Cook          | S.P. Burgos | fine contratto |          |
| P        | Manu Lecomte       | Murcia      | fine prestito  |          |
| P        | Nikola Radičević   | Promitheas  | fine contratto |          |
| G        | Demonte Harper     | Free agent  | fine contratto |          |
| G        | A.J. Slaughter     | Free agent  | rescissione    |          |
| AP       | Oriol Paulí        | Andorra     | fine contratto |          |
| AP       | Xavi Rabaseda      | S.P. Burgos | fine contratto |          |
| C        | Iōannīs Mpourousīs | Peristeri   | fine contratto |          |

### Dopo l'inizio della stagione
| Acquisti | Acquisti        | Acquisti        | Acquisti          | Acquisti   |
| R.       | Nome            | da              | Data              | Modalità   |
| -------- | --------------- | --------------- | ----------------- | ---------- |
| G        | Tomas Dimša     | Žalgiris Kaunas | 28 settembre 2020 | prestito   |
| G        | A.J. Slaughter  | Free agent      | 10 novembre 2020  | svincolato |
| AG       | Oliver Stević   | Fuenlabrada     | 29 novembre 2020  | svincolato |
| G        | Sean Kilpatrick | Tofaş Bursa     | 14 dicembre 2020  | svincolato |
| AG       | Earl Clark      | Anyang K.G.C.   | 22 dicembre 2020  | svincolato |

| Cessioni | Cessioni           | Cessioni     | Cessioni         | Cessioni    |
| R.       | Nome               | a            | Data             | Modalità    |
| -------- | ------------------ | ------------ | ---------------- | ----------- |
| G        | Jovan Kljajić      | Bilbao Berri | 20 ottobre 2020  | prestito    |
| G        | Amedeo Della Valle | Budućnost    | 23 ottobre 2020  | rescissione |
| P        | Frankie Ferrari    | Málaga       | 12 dicembre 2020 | rescissione |
| AG       | Earl Clark         | Al Manama    | 10 febbraio 2021 | rescissione |
| AC       | Jacob Wiley        | Saragozza    | 26 febbraio 2021 | prestito    |